# 跨越8年的新娘
《跨越8年的新娘》（日语：／）是2015年出版，由西澤尚志及中原麻衣夫婦合著的紀實小說。於2015年7月1日由主婦之友社出版。
於2017年被改編成電影，由瀨瀨敬久執導，佐藤健和土屋太鳳主演。

## 电影
"跨越8年的新娘"是小說改編的日本電影 。於2017年12月16於日本上映，（2017年12月9日於日本冈山 預先上映） 由日本演員佐藤健、土屋太鳳、藥師丸博子、杉本哲太所主演 。

### 故事大綱
女主角麻衣(土屋太鳳飾演)在結婚前的三個月因為重病突然昏迷，她的未婚夫尚志(佐藤健飾演)不離不棄地陪伴，麻衣終於在治疗下苏醒，却意外喪失关于尚志的记忆。親友們建議尚志另找尋找新的愛情，但尚志依然对堅持著對麻衣的愛，尚志足足守候麻衣8年，两人终於結婚。

### 演員
- 西澤尚志- 佐藤健
- 中原麻衣- 土屋太鳳
- 中原初美- 藥師丸博子
- 中原浩二- 杉本哲太
- 柴田- 北村一輝
- 室田浩輔- 濱野謙太
- 島尾真美子- 中村友理
- 和田- 堀部圭亮
- 它是一家工厂的总裁 古舘寛治

### 工作人员
- 監督 - 瀬々敬久
- 剧本- 岡田惠和
- 音乐- 村松崇継
- 主题曲- back number「瞬き」（ユニバーサルシグマ）
- 製作總監 - 大角正、平野隆
- 執行制片人-吉田繁暁、源生哲雄
- 制片人-福島大輔、渡辺真也
- 制作プロダクション - 松竹撮影所 東京スタジオ
- 配給 - 松竹

## 脚注
1. ↑  . CINRA.NET (株式会社 CINRA). 2017-06-15  [2017-06-15]. （原始内容存档于2017-09-22）.

## 外部連結
- 8的新年前夕，新娘就是醒来 （页面存档备份，存于） -shufunotomo向书的信息网页
- （页面存档备份，存于） [T和G】8个新年前夕的婚礼-房地产的宾馆(冈山) -中原和他的妻子拍摄婚礼在冈山，婚礼录像
- 电影"8的新年前夕，新娘" （页面存档备份，存于） 电影官方网站
- 映画『8年越しの花嫁』的X（前Twitter）
- 8年越しの花嫁 - KINENOTEKINENOTE